# ترمنايتور (شخصية)
تيرميناتور أو م-101 (بالإنجليزية: The Terminator أو T-101) هي شخصية خيالية في سلسلة أفلام المبيد تظهر فيها على هيئة أندرويد مختص بالقتل، جسدها الممثل أرنولد شوارزنيجر.

## دوره في الأفلام
تم إنتاج عدة أجزاء من فلم «ذا ترميناتور» وظهر فيه عدة نماذج من الآليين تم صنعهم بغاية التسلل بين البشر لقتلهم لاغير غير أن قيام المقاومة بأسر عدة مدمرين وإعادة برمجتهم قد أعطاهم دورا مختلفا تماما عن الذي تم صنعهم من أجله، حيث تحولت مهمة النموذج M-101 أو المدمر T-800 من محاولة قتل سارة وإبنها جون كونور إلى حمايتهما من محاولات المدمرين الأخرين من موديلات مختلفة أوحتى مشابهة لقتلهما، فإنقسم دور المدمر إلى إثنين إما قتل البشر أو حمايتهم من محاولات القتل.

### ذا تيرميناتور
ظهر المبيد في الجزء الأول وهو يحاول قتل سارة كونور، فيبحث عنها في أنحاء كاليفورنيا للقضاء عليها وهي ماتزال حاملا بإبنها جون كونور الذي سيصبح في المستقبل قائد المقاومة البشرية ضد حكم الآلات وخصوصا مايعرف «بسكاي نت».
رأت سكاي نت بأن المشكلة لن تتوقف وأن المقاومة لن تنتهي إلا بقتل جون كونور، فقامت بإرسال رجل آلي عن طريق آلة زمن إلى الماضي لقتل جون وبالتالي القضاء على المقاومة نهائيا.
تم إرسال الرجل الآلي الذي سيعرف في الفلم باسم "Terminator" أو «المدمر» إلى عام 1985 للقيام بمهمة قتل جون، إلا أن المقاومة أرسلت بدورها رجلا يدعى «كايل ريس» إلى نفس السنة التي أرسل إليها المدمر لحماية والدة كونور من محاولاته لقتلها.
بدأ المدمر الذي يلعب دوره الممثل «ارنولد شوارزنيجر» بالبحث عن سارة والدة جون كونور لقتلها وهي حامل به كي يختفي مستقبل جون حتى قبل أن يولد.
يدخل المدمر إلى أحد الحانات ليلاً ويقوم بمعركة حامية ليأخذ بالنهاية ملابس ونظارات شمسية ودراجة نارية ويبدأ مشواره بالبحث عن عنوان سارة.
إلا أن كايل ريس قام في النهاية بتدمير الرجل الألي ثم مات فبكت سارة كونور حزنا على موته بعد أن جمعتها به قصة حب، وأصبحت سارة (أم جون) تعيش في المكسيك وقضت حياتها في إخفاء أي أثر أو معلومات عنها قد تقود إلى كشف مكانها للآليين الذين سترسلهم سكاي نت تباعا لقتلها.

### تيرميناتور 2: يوم الحساب
بعد تدمير سارة كونور (ليندا هاميلتون) للسايبورغ، لم يتبق من السايبورغ سوى ذراع بحالة سليمة جداَ، قامت شركة SKYNET بدراستها وقيام بتطوريها وذلك اكتمالاً لنموذج الإنسان الألي بنفس الميكانيكية المستخدمة للذراع، وتلك الذراع تخدم للألات الشريرة في المستقبل.
تقوم الألات بإرسال سايبورغ جديد للأرض من الموديل تى ألف T-1000، والذي كان هدفه القضاء على جون كونور لإنهاء المقاومة البشرية ضد الأليين الأعداء، وفي نفس القوت يقوم المقاومة في المستقبل بالإمساك بسايبورغ من موديل السايبورغ المرسل بالجزء الأول وتقوم بتعديل برمجته وتغيير المهمات من بحث عن جون كونور لقتله إلى حمايته من التهديد.صبح مهمته الأساسية حماية جون كونور.
السايبورغ الحديث تي ألف مكون من مادة تفاعلية كالزئبق هي mimetic polyalloy، والتي تعيد تشكيل نفسها بشكل تلقائي، فكلما يقتل تي ألف بأي أسلحة كانت أو ضربة مؤثرة، تعيد تلك المادة إلى حجمها الطبيعي وتستمر المطاردة.
فجون كونور يعيش مع عائلته بالتبني وعمره 11 عاماً، وأمه في المسشفى الأمراض العقلية، يصل السايبورغ لمنزل جون كونور للبحث عن جون لحمايته من القتل، واخرج أمه من المستشفى مع ابنه للذهاب بعيدا عن أنظار تي ألف T-1000.
ويستمر المطاردة ما بين السايبورغ مع جون كونور وامه وبين T-1000 حتى وصلوا إلى مصنع للمعادن المنصهرة ويذوب ويتلاشى T-1000 ومن ثم يقوم السايبورغ ان يتخلص نفسه.
فتحسر جون كونور على رحيل الرجل الألي السايبويالية بإمكانها تغيير الشكل.

### تيرميناتور 3: نهوض الآلات
يظهر مجددا في الجزء الثالث من سلسلة التيرميناتور ليقوم بحماية جون كونر وزوجته المستقبلية ليستطيع مقاومة الآليين في المستقبل، لكن هذه المرة سكاينت ترسل له عدوا أكثر خطورة، تي إكس الإنسان الآلي على شكل أنثوي تجسده كريستانا لوكن، في الأخير وبعد عدة مشاحنات قتالية بين الأليين، سيستطيع التيرميناتور التغلب على T-X وإيصال جون كونر لمخبأ آمن بعيد عن الانفجارات.